# Felix Benzler
Félix Benzler, né le 10 mars 1891 à Hanovre et mort le 26 décembre 1977 à Gronau est un diplomate allemand.

## Biographie
En 1909, il commence à étudier le droit à l'Université de Tübingen, où il est membre du Corps Suevia (de). Il s'engage en tant que soldat durant la Première Guerre mondiale. Il est nommé vice-consul à Amsterdam jusqu'en 1925 et à l'ambassade à Budapest de 1926 à 1931. Benzler rejoint le NSDAP le 1er janvier 1940.
En 1965, le parquet du tribunal régional de Hanovre ouvre une enquête concernant l'implication de Benzler dans la Shoah. Il est interrogé en 1968, mais n'a pas été poursuivi pour l'« assassinat des Juifs en Serbie ».